# Piotr Lasyk
Piotr Lasyk (ur. 10 czerwca 1979 w Krynicy-Zdroju) – polski zawodowy sędzia piłkarski, reprezentujący Śląski Związek Piłki Nożnej, w okręgu Bytom.

## Kariera
Piotr Lasyk urodził się 10 czerwca 1979 roku w Krynicy-Zdroju. Grał w piłkę nożną w akademii Polonii Bytom, jego trenerem był wówczas Janusz Małek, następnie Edward Racki. Zadebiutował w zespole rezerw Polonii Bytom. Na boisku zajmował pozycję ofensywnego pomocnika, następnie grał w formacjach defensywnych: jako obrońca i defensywny pomocnik. W piłkę nożną grał również w zespołach: Odra Miasteczko Śląskie, Śląsk Świętochłowice, MKS Myszków. Przestał być piłkarzem w związku z zatrudnieniem się w branży logistycznej i kontuzjami.
Na kurs sędziowski zapisał się w wieku 18 lat, w tym samym wieku rozpoczął pracę jako arbiter. W III lidze swój pierwszy mecz sędziował 29 kwietnia 2009 roku, było to spotkanie między Victorią Częstochowa a Startem Bogdanowice, zakończone jednobramkowym remisem. Sędzia podczas swego debiutu na czwartym poziomie rozgrywkowym pokazał łącznie dwie żółte kartki, po jednej dla każdej drużyny. Jego debiut na poziomie centralnym miał miejsce 4 sierpnia 2012 roku, podczas 1. kolejki II ligi, w spotkaniu między Stalą Rzeszów a Olimpią Elbląg, zakończonym bezbramkowym remisem. Podczas swojego debiutanckiego sezonu na poziomie II ligi, tj. 2012/2013, Lasyk był rozjemcą łącznie 11 spotkań tej ligi.
Na szczeblu I ligi był rozjemcą pierwszego meczu rok później, 2 listopada 2013 roku; był to mecz rozegrany między Sandecją Nowy Sącz a Wisłą Płock, zakończony dwubramkowym remisem. 11 marca 2014 roku sędziował pierwszy z dwóch meczów ćwierćfinału Pucharu Polski, który rozegrany został między drużyną z Ekstraklasy, Zagłębiem Lubin a Sandecją Nowy Sącz, występującą wówczas na poziomie pierwszej ligi. Spotkanie zakończyło się wynikiem 2:0.
Jego debiut w Ekstraklasie przypadł na mecz 1. kolejki między Zagłębiem Lubin a Podbeskidziem Bielsko-Biała (1:1), który miał miejsce 18 lipca 2015 roku. W sezonie 2015/2016 Lasyk sędziował 9 spotkań Ekstraklasy i 15 spotkań pierwszoligowych. 2 maja 2017 roku był sędzią głównym finału Pucharu Polski między Arką Gdynia a Legią Warszawa, zakończonego wynikiem 1:2.
W 2022 został sędzią zawodowym. Sędziował mecz finału Pucharu Polski 2 maja 2023 roku (0:0). We wrześniu 2023 roku został zawieszony w związku z błędami popełnionymi podczas sędziowania spotkania między Jagiellonią Białystok a Radomiakiem Radom (3:2), które miało miejsce 17 września 2023. Kolejny mecz otrzymał 1 października (pierwszoligowe spotkanie między Wisłą Kraków a Wisłą Płock, 0:0), natomiast do Ekstraklasy powrócił tydzień później, 7 października 2023; owego dnia był rozjemcą meczu Widzewa Łódź ze Stalą Mielec.

### Kontrowersje związane z meczem ćwierćfinału Pucharu Polski (2025)
26 lutego 2025 roku sędziował występ w ćwierćfinale Pucharu Polski między Legią Warszawa a Jagiellonią Białystok (3:1), a jego decyzje o dwukrotnym nieprzyznaniu rzutu karnego wzbudziły kontrowersje medialne. Pierwsza z nich dotyczyła zagrania w polu karnym, które w pierwszej ocenie Lasyka było faulem, jednak po obejrzeniu nagrania z analizy VAR stwierdził, że do przewinienia nie doszło. Druga sytuacja dotyczyła oceny zagrania ręką, gdyż rzut karny nie został przyznany, mimo że – jak zwracali uwagę przeciwnicy tej decyzji – dzień wcześniej w meczu Ruchu Chorzów i Korony Kielce w bardzo podobnej sytuacji podjęto inną decyzję. Szymon Marciniak, odpowiedzialny za VAR, stwierdził, że nie było ani jednej kamery, która uchwyciłaby zagranie ręką, natomiast w meczu Ruchu Chorzów i Korony Kielce zdarzenie nagrała kamera na wprost zawodnika, której na tym stadionie nie było. Emocje spotęgował fakt, że obie decyzje były na niekorzyść Jagiellonii Białystok, która ostatecznie przegrała spotkanie.

## Kariera międzynarodowa
Jest sędzią UEFA VAR. Był jednym z sędziów VAR podczas meczu Liga Mistrzów UEFA pomiędzy drużynami FC Barcelona a Bayern Monachium, który miał miejsce 23 października 2024 i zakończył się wynikiem 4:1.

## Życie prywatne
Wziął udział w 4. odcinku II sezonu programu telewizyjnego „Sędziowie”. Ma syna.